# María Pastor
María Pastor (n. 1978) es una actriz de teatro española, hija de Juan Pastor y Teresa Valentín-Gamazo.

## Biografía
Al criarse en una familia dedicada al teatro, la actriz decide ingresar en la Real Escuela Superior de Arte Dramático. Mientras prosigue sus estudios, obtiene un pequeño papel en la película Leo (2000), dirigida por José Luis Borau. Dos años después se licenció en la RESAD, presentando como trabajo de fin de carrera Agnes de Dios, según la pieza de John Pielmeier, en la que una monja (Agnes) afirma haber sido visitada por Dios para justificar su embarazo.
Ese mismo año, dirigida por Juan Pastor (padre de María Pastor), estrena en el Teatro Paco Rabal de Madrid El sueño de una noche de verano, comedia de William Shakespeare en la que unos jóvenes se internan en un bosque donde su vida cambia gracias a la intervención de seres fantásticos. En aquel 2002, y siempre bajo las órdenes de Juan Pastor, interpreta Bodas de sangre –según la tragedia de Federico García Lorca- y Cruzadas, basada en un texto de Michael Azama, una alegoría contra la guerra y cuyo estreno en la Sala La Cuarta Pared coincide con los preparativos del conflicto en Irak. 
En cine obtiene en 2003 su primer papel protagonista en El coche de pedales, realizada por Ramón Barea, en la que encarnaba a Estrellita y en la que tuvo de compañeros de reparto a Álex Angulo, Mikel Losada, Rosana Pastor y Cesáreo Estebánez. El filme narraba la historia de un niño que pide como regalo un coche de pedales; hecho que le facilitaría conocer más a sus padres, un antifranquista y una mujer afecta al Régimen. 
En 2004 Juan Pastor y Teresa Valentín (padre y madre de María Pastor) fundan su propio teatro, la Sala Guindalera, ubicada en la Calle Martínez Izquierdo de Madrid y en la que se desarrollan actividades docentes así como el estreno de diversas obras de teatro que a su vez se escenifican para institutos. Laberinto de amor (según un texto de Miguel de Cervantes) se convierte de esa manera en el primer montaje de la compañía estrenado en una sede propia, y que nace como fruto de un taller de investigación dirigido por Pastor. La obra versa sobre la inocencia calumniada en el marco del renacimiento. María Pastor, Álex Tormo, Raúl Fernández, Felipe Andrés, Susana Hernaiz, Morgan Blasco y Bruno Ciordia encabezan el reparto.
En la Navidad de aquel año se monta por primera vez en la sala La larga cena de Navidad, adaptación de Thornton Wilder, en la que se reconstruye la historia de sucesivas generaciones de familias que recuerdan a sus muertos en cada reunión navideña. En ella Pastor interpreta a Lucía, una joven que abandona su carrera artística para quedarse con su familia, y que tras una existencia dominada por la resignación decide abandonar el hogar para poder vivir más felizmente. Álex Tormo, Juan Pastor, Teresa Valentín, Carmen Sánchez, Cristina Palomo, Andrés Rus, Felipe Andrés, Ana Alonso, Ana Miranda y Raúl Fernández completan el reparto. 
En 2005 Pastor protagoniza En torno a la gaviota, adaptación de Chéjov en la que interpreta a Nina, una actriz abandonada por un escritor (Trigorín: Josep Albert) y que ve marchitada sus ilusiones de juventud con la pérdida de su propio hijo. Raúl Fernández, Álex Tormo, quien logra una candidatura a los premios de la Unión de Actores y Actrices por su papel, Ana Miranda, Ana Alonso y Raúl Fernández la acompañan sobre las tablas. La obra queda finalista en los Premios Mayte de teatro.
Entre 2005 y 2006 la carrera audiovisual de Pastor prosigue con la grabación de un episodio de la serie Al filo de la ley, y el rodaje de la película OFNI –dirigida por José Semprún-, en la que dos amigos simulan la llegada de vida extraterrestre en la tierra para burlarse de una cadena de televisión.
De regreso a las tablas estrena Odio a Hamlet, según el texto de Paul Rudnick. En ella, Pastor se pone en la piel de Deidré, una chica que quiere llegar virgen al matrimonio y cuyo novio Andrew (Raúl Fernández) se encuentra en una encrucijada vital: aceptar ganar mucho dinero trabajando en una telenovela o interpretar Hamlet en el teatro. La función –una alegoría sobre el compromiso y la dignidad- está interpretada por el reparto íntegro de En torno a la gaviota.
En la primavera de 2007 Pastor encarna a Emma en Traición, una adaptación de Harold Pinter, en el que un matrimonio y su mejor amigo (Jerry: Raúl Fernández) malogran sus relaciones debido a una serie de infidelidades sobre las que el espectador tiene conocimiento a través de una narración que va dando saltos en el tiempo hacia atrás hasta devolver “la pureza” a los personajes. Álex Tormo y Andrés Rus completan el elenco. 
En otoño de ese mismo año Guindalera repone En torno a la gaviota antes de presentar las principal novedad de su programación: El juego de Yalta, obra de teatro de Brian Friel que supone la adaptación de un cuento de Chéjov. En ella Pastor encarna a Anna, una mujer casada, que conoce en Yalta a Gurov (José Maya) con quien inicia una relación amorosa tan idílica que ambos personajes dudan sobre su mera existencia. 
En Navidad El juego de Yalta se escenifica alternativamente con La larga cena de Navidad en su segunda reposición, en la que Antonio Velasco sustituye a Felipe Andrés. Muy poco después la revista Cultural de El Mundo anuncia que Pastor opta al Premio Valle Inclán por sus trabajos en el ejercicio teatral anterior. Sus compañeros de terna son Blanca Portillo, Ana Belén, Alfonso Sastre, Andrés Lima, Chete Lera, Belén Rueda, Angélica Lidell, Gerardo Vera, Daniel Veronese, Ana Zamora y Ernesto Caballero. 
En 2008 –a la espera del veredicto- protagoniza en Guindalera y bajo las órdenes de Peter Böök (antiguo ayudante de dirección de Ingmar Bergman) la adaptación de un texto inédito en España de Lars Norén, Munich-Atenas. En ella Pastor interpreta a Sarah, una joven que emprende un viaje en tren con su novio (David: Andrés Rus) en el transcurso del cual expone su sensación de que su relación no va a ninguna parte y de que ha delegado durante mucho tiempo su propia voluntad. También protagoniza Molly Sweeney junto a Raúl Fernández sobre una mujer ciega que se enamora y es convencida por un doctor y su marido para ser operada y volver a ver con trágicas consecuencias

## Teatro
| Año       | Obra de teatro                  | Director    | Autor de la pieza   | Personaje |
| 2002      | Agnes de Dios                   |             | John Pielmer        |           |
| 2004      | El sueño de una noche de verano | Juan Pastor | William Shakespeare | Bella     |
| 2004      | Cruzadas                        | Juan Pastor | Michael Azama       |           |
| 2004      | La larga cena de Navidad        | Juan Pastor | Thornton Wilder     | Lucía     |
| 2005      | Laberinto de amor               | Juan Pastor | Miguel de Cervantes | Julia     |
| 2005/2006 | La gaviota                      | Juan Pastor | Antón Chéjov        | Nina      |
| 2006/2007 | Odio a Hamlet                   | Juan Pastor | Paul Rudnick        | Deidre    |
| 2007      | Traición                        | Juan Pastor | Harold Pinter       | Emma      |
| 2007      | La gaviota                      | Juan Pastor | Antón Chéjov        | Nina      |
| 2007/2008 | La larga cena de Navidad        | Juan Pastor | Thornton Wilder     | Lucía     |
| 2007/2008 | El juego de Yalta               | Juan Pastor | Brian Friel         | Anna      |
| 2008      | Munich-Atenas                   | Peter Böök  | Lars Norén          | Sarah     |
| 2008      | Molly Sweeney                   | Brian Friel | Molly               |           |

## Series
| Año de emisión | Serie             | Temporada.Capítulo | Personaje |
| -------------- | ----------------- | ------------------ | --------- |
| 2005           | Al filo de la ley | 1.                 |           |

## Películas
| Año  | Película            | Director        | Personaje  |
| ---- | ------------------- | --------------- | ---------- |
| 2000 | Leo                 | José Luis Borau |            |
| 2005 | El coche de pedales | Ramón Barea     | Estrellita |
| 2006 | OFNI                | José Semprún    | Leonor     |
| 2011 | Punta escarlata     | Pablo Barrera   | Ángela     |

## Premios y reconocimientos.
- 2008 Candidata a los II Premios Valle Inclán de Teatro por los montajes Traición de Pinter y El juego de Yalta de Brian Friel.[1]
- 2009 obtiene el premio ‘Ciudad de Palencia’ a la mejor actriz por Molly Sweeney de Brian Friel.[2]

- 2016 recibe el Premio Godoff a la mejor actriz por su trabajo en Duet for one.[3]